# 髪盗人
『髪盗人』（かみぬすびと、The Rape of the Lock）は、イギリスの詩人アレキサンダー・ポープによって書かれた擬似英雄詩である。1712年に2歌からなる初版が出版され、続いて1714年に5歌に拡張された版が再出版された。

## 経緯
『髪盗人』は、ポープの友人達にまつわる実話に基づいて執筆された。社交界の花形アラベラ・ファーマーとその求婚者ペトレ卿は、それぞれカトリック貴族の一門に属しており、当時のイギリスにおいてカトリック信仰は法的に禁止されていた。アラベラに求婚していたペトレが、戯れに彼女の髪の房を断りなく切り落とし、結果として生じた諍いが両家の対立を招いた。ポープは友人の依頼を受け、「両者を共に笑い飛ばす」目的でこの詩を執筆した。ポープは、アラベラを詩の主人公ベリンダとして登場させ、因習的な叙事詩における神々や女神らのパロディとして、乙女の守護妖精である空気の精シルフによる体系を導入した。ポープは神話の世界と対比することによって、取るに足らない口論を風刺したのである。
ポープは些細な出来事に大袈裟な反応を取る、同時代の社会を批判している。
What dire offence from am'rous causes springs,
What mighty contests rise from trivial things 
（なんたる悲惨な侮辱が愛から生じることか、
なんたる厄介な諍いが些事から持ち上がることか）
― 第1歌
『髪盗人』のユーモアは、叙事詩として厳密かつ正式な文章構造を備えた、無意味な空騒ぎという位置付けに由来する。例えば、髪の毛が切り落とされる場面をポープはこう書いている。
The Peer now spreads the glittering Forfex wide,
T' inclose the Lock; now joins it, to divide.
Ev'n then, before the fatal Engine clos'd,
A wretched Sylph too fondly interpos'd;
Fate urged the Sheers, and cut the Sylph in twain,
(But Airy Substance soon unites again)
The meeting Points the sacred Hair dissever
From the fair Head, for ever and for ever!
（かの貴族、今や研ぎ澄ましたる髪切り鋏を広げ、
取り囲みし髪の房を、今こそ断ち切らんとかみ合わせり。
破滅をもたらす機関の閉じられんとした正に刹那
憐れなるシルフ、心優しくも破滅を食い止めんとして、
運命に駆り立てられ、シルフはまっぷたつ
（されど、空気物質ならすぐ元通りにくっつくもの）。
かみ合わさるところ、神聖なる御髪は切り離されん、
麗しき頭より、永久に、永久に！）
― 第3歌
小さな女性用の髪切り鋏について記述するのに、神話的な闘争のイメージを使用することにより、ポープはこの出来事を取り巻く馬鹿馬鹿しさを風刺している。はかなく無意味な空気の精シルフの本質は、ここに見られる。彼は「破滅をもたらす機関」でふたつにちょんぎられても、無傷である。

## あらすじ
空気の精エアリエルは令嬢ベリンダの守護妖精。ベリンダの運命をつかさどる星に表れた不吉な蔭を見て、エアリエルは夢の中で警告を発する。しかし、ベリンダはエアリアルの警告も忘れて川遊びに打ち興じる。ベリンダの巻き毛を守るためにエアリエルは空気の精の一族を呼び寄せるが、抵抗も虚しくベリンダの髪の房は切り取られ、彼女に思いを寄せる青年貴族の手に落ちる。（第1歌～第3歌）
この騒ぎを見て取った土の精ウンブリエルは、人間の間に諍いを起こす絶好の機会と、地下に住む憂鬱の女王に御注進に及ぶ。女王から不和の種の詰まった大袋を授かると、ウンブリエルはその中身を人間界に撒き散らす。たちまち巻き起こった諍いの中で、ベリンダの髪の房は天に上り、永久に地上から失われてしまう。（第4歌、第5歌）

## その他
- 天王星の衛星アリエル、ウンブリエル、ベリンダは『髪盗人』の登場人物にちなんで命名された[2]。
- 小栗虫太郎の探偵小説『黒死館殺人事件』には、詩文の応酬による心理戦の中で『髪盗み』の詩が引用されている。

## 関連文献
- アレクザンダー・ポープ作『髪の掠奪 : 英雄滑稽詩』岩崎泰男訳、同志社大学出版部、1973年、全国書誌番号:75025556